# OpenTracker
OpenTracker — название, данное версиям Tracker и Deskbar, компонентам среды рабочего стола BeOS.

## Оригинальные версии
Оригинальные версии Tracker и Deskbar были разработаны Be Inc., как и другие компоненты BeOS. Их исходные коды были открыты в конце 2000 года. Проект существовал вплоть до закрытия Be Inc. в конце 2001, после чего был перенесен в проект SourceForge под руководством Акселя Дофлера, одного из основных разработчиков BeOS-сообщества. 
Существует большое количество других версий, которые менее отличающийся (?) от стандартной, в первую очередь из-за локализации.

## Лицензии
OpenTracker разрабатывался под собственной лицензией OpenTracker Licence, являвшейся модификацией лицензии BSD, позволявшей использовать торговую марку Be Inc., Tracker. Среди основных форков наиболее важными является Tracker.NewFS, в которой были переписаны операции над файловой системой, имелась поддержка SVG-иконок и версия yellowTAB. Поддержка SVG распространялась под закрытой лицензией.